# I'll Be Home for Christmas (película de 1998)
I'll Be Home for Christmas —Vuelve a casa por Navidad, si puedes... en España y Estaré en casa para Navidad o Llegaré en Navidad en Hispanoamérica— es una película cómica de 1998 dirigida por Arlene Sanford, producida por David Hoberman y Tracey Trench, y escrita por Tom Nursall y Harris Goldberg con base en una historia de Michael Allin. Producida por Walt Disney Pictures y protagonizada por Jonathan Taylor Thomas, trata sobre un universitario que debe viajar desde Los Ángeles hasta su hogar en Larchmont y llegar a tiempo a la cena de Nochebuena para obtener el Porsche clásico de su padre.
La película y, en particular, el personaje y la actuación de Thomas recibieron críticas negativas. Michael O'Sullivan escribió en su reseña para The Washington Post que el guion le pareció «flojo» y la dirección, estática. En cuanto a ingresos, recaudó doce millones de dólares y tuvo un mal rendimiento en taquilla.

## Argumento
Jake Wilkinson es un estudiante universitario en Los Ángeles (California) que no ha pasado ninguna festividad con su familia desde que su madre murió y su padre a los pocos meses volvió a casarse. Días antes de Navidad, este ofrece regalarle su Porsche 356 clásico con la condición de que llegue a casa, ubicada en Larchmont (Nueva York), en Nochebuena a las 6:00 p. m para cenar, a lo que Jake accede. Sin embargo, unos matones lo raptan y lo abandonan en medio del desierto de Sonora, como represalia por haber evitado que se copiaran en un examen. Esto permite que Eddie Taffet, quien se lleva mal con Jake, intente acercarse a la novia de este, Allie. 
Allie también es de Larchmont y había accedido a viajar con Jake, pero como este ha desaparecido, cree que la ha abandonado y deja, aunque de mala gana, que Eddie la lleve. Por otra parte, Jake despierta vestido con un traje de Santa Claus pegado con adhesivo y solo tiene tres días para llegar a su casa. Para llegar lo antes posible, se sube al vehículo de un conductor que resulta ser un ingenuo ladrón llamado Nolan, quien lleva varios electrodomésticos robados. El policía Max los detiene por exceso de velocidad en Red Cliff, pero Jake logra librarse de cargos al mentirle y decirle que el delincuente en cuestión es un actor que hace de elfo y que se dirigían a un hospital infantil para repartir regalos, tras lo que el oficial se ofrece a llevarlos. En el hospital, un niño les enseña a los tres la importancia de la familia y un conmovido Max, que tiene problemas con su esposa, Marjorie, le pide a Jake que lo ayude a recuperarla, algo que terminan logrando. Jake recibe, como agradecimiento, un boleto de autobús hacia Nueva York.
Entretanto, Allie y Eddie se hospedan en un hotel en una villa navideña y se besan bajo un muérdago. Jake ve eso en televisión mientras espera el autobús y desarrolla una mentira para que el conductor lo deje en el pueblo: utiliza una nevera carne caducada dentro y lo hace pasar por un órgano que alguien donó para una niña del hospital. Tras bajarse del vehículo, llega al hotel donde se hospedan los dos y se encuentra con Eddie, quien sale de la ducha con una toalla. Al principio, Jake asume que se han acostado, pero ella le aclara que no fue así. Jake y Allie deciden emprender el viaje a Nueva York juntos pero un lapsus lo hace confesar que no se dirige a Nueva York por ella, sino por el automóvil que su padre le prometió. Indignada, Allie lo abandona y ocupa el sitio de él en el autobús.
Jake y Eddie solucionan sus diferencias y deciden emprender el camino juntos. Sin embargo, Eddie siente celos de que Jake se quede con Allie y obtenga el Porsche si llega a tiempo, por lo que lo abandona en Wisconsin. Al llegar a un pueblo, ve que se va a organizar una maratón cuyos participantes deben ir disfrazados de Santa Claus y quien llegue primero se llevará mil dólares. Jake se anota, entabla amistad un hombre llamado Jeff Wilson, a quien acaba ganando la carrera, y compra un billete de avión. Sin embargo, de camino al aeropuerto descubre que Jeff es en realidad el alcalde de la localidad y siempre que gana la maratón, dona el premio a los más necesitados para que puedan comer. Jake decide volver y se dirige a la casa del alcalde para darle el dinero. Finalmente, su hermana, Tracey, le consigue un boleto, pero como no tiene identificación, no le permiten abordar el avión. No obstante, consigue esconderse en una bodega canina de un avión de carga y llega a Nueva York, donde se reconcilia con Allie y llega a tiempo a casa. Jake ingresa después de las 6:00 p. m a propósito y su padre le ofrece el Porsche de todos modos, pero es rechazado. Jake, además, acepta a su madrastra.

## Reparto
- Jonathan Taylor Thomas como Jake Wilkinson
- Jessica Biel como Allie
- Adam LaVorgna como Eddie Taffet
- Gary Cole como el padre de Jake
- Eve Gordon como la madrastra de Jake
- Lauren Maltby como Tracey Wilkinson
- Andrew Lauer como Nolan
- Sean O'Bryan como Max
- Lesley Boone como Marjorie
- Ian Robison como Jeff Wilson